# Henniker (hrabstwo Merrimack)
Henniker – jednostka osadnicza w Stanach Zjednoczonych, w stanie New Hampshire, w hrabstwie Merrimack.